# Nephelium lappaceum
El rambután (Nephelium lappaceum, del malayo rambut, "cabello") es un árbol tropical de medio tamaño, nativo del sudeste asiático, perteneciente a la familia Sapindaceae. Está estrechamente relacionado con otros frutos comestibles tropicales como el lichi, el longan y el mamoncillo. En Guatemala, El Salvador, Honduras, Costa Rica, Nicaragua, Panamá, Brasil, Argentina, Perú y Guayana Francesa se le conoce como mamón chino o lichas, mientras que en Colombia, México y Ecuador se lo conoce como achotillo o rambután.

## Origen y distribución

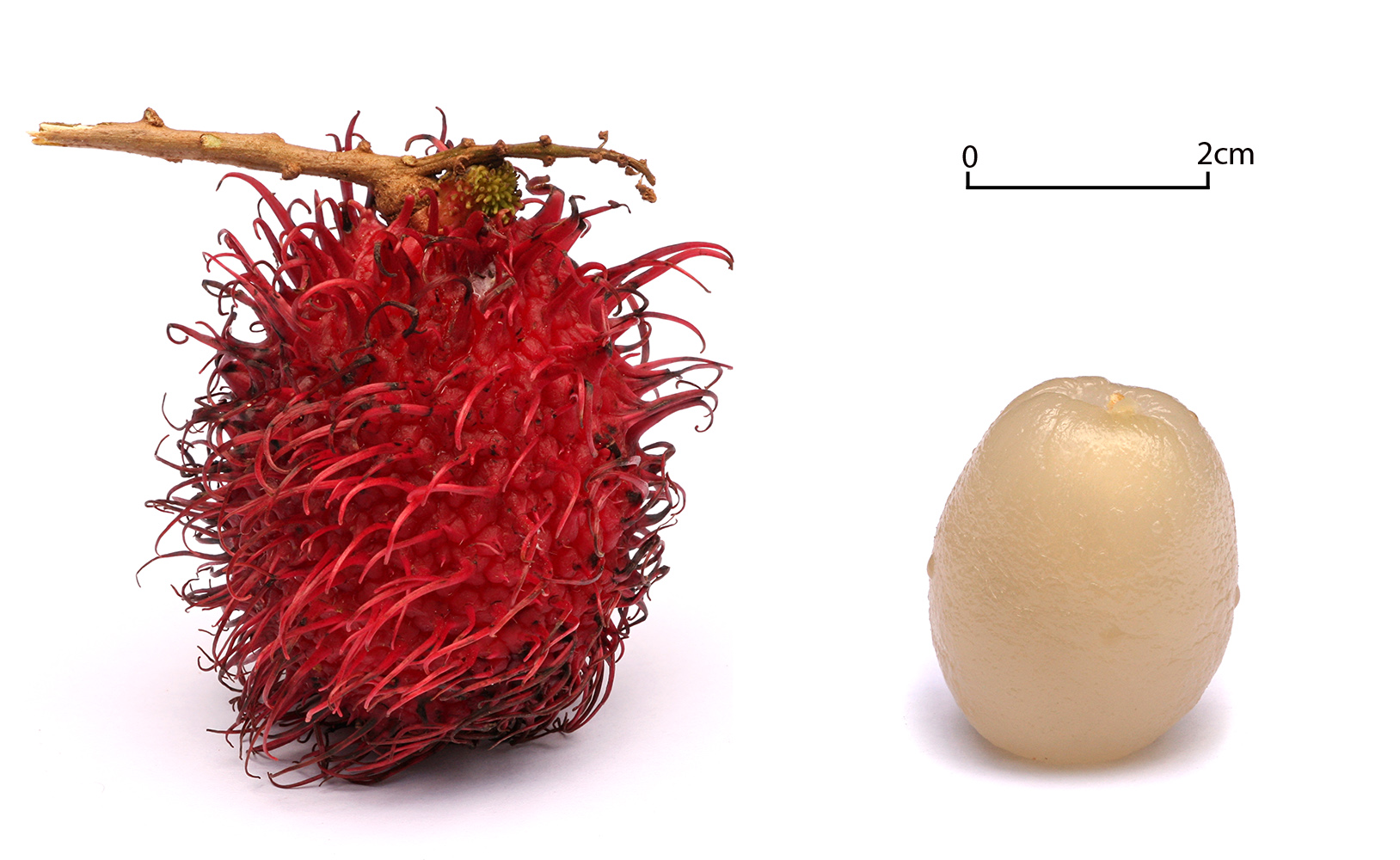
Rambután sin pelar y pelado.

Originario del sudeste asiático tropical, probablemente del archipiélago malayo, el rambután se cultiva en varios países de la región. Se ha extendido desde allí a partes de Asia, África, Oceanía y América Central. La variedad más amplia de cultivares, silvestres y cultivados, se encuentran en Indonesia y Malasia.
Alrededor de los siglos XIII al XV, los comerciantes árabes, que desempeñaron un importante papel en el comercio del océano Índico, introdujeron el rambután en Zanzíbar y Pemba, en el este de África. Hay plantaciones limitadas de rambután en algunas partes de la India y en el siglo XIX, los holandeses introdujeron el rambután desde sus colonias de las Indias Orientales Neerlandesas del sudeste asiático hasta Surinam en Sudamérica. Posteriormente, se extendió a la franja tropical americana, plantándose en las tierras bajas costeras de Colombia, Ecuador, Honduras, Costa Rica, Trinidad y Cuba. En 1912, el rambután fue introducido en Filipinas desde Indonesia.
Hubo un intento de introducir el rambután en el sudeste de Estados Unidos con semillas importadas de Java en 1906, pero la especie no fructificó, al contrario que en Puerto Rico.

## Descripción

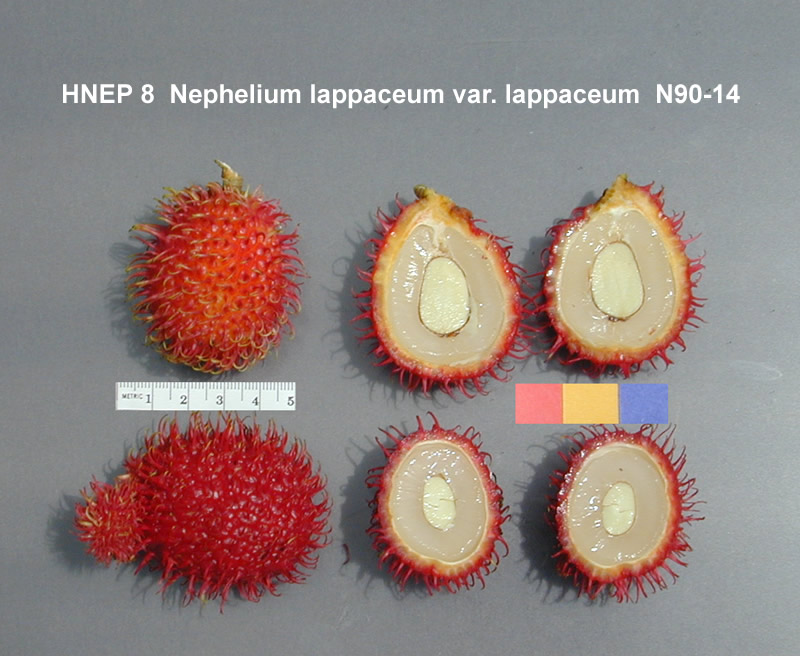
Rambután.

Este es un árbol perenne que alcanza de 12 a 20 metros de altura. Las hojas son alternas y pinnadas, de 10-30 cm de longitud, con 3-11 divisiones, cada una de 5-15 cm de longitud y 3-10 cm de ancho, con márgenes enteros. Las flores son pequeñas, 2-2,5 mm, no tienen pétalos y nacen de una panícula terminal de 15-30 cm de longitud.
El árbol puede ser: macho, con flores estaminíferos solamente y por lo tanto, sin fruta; hembra, que se produce fruta; o ambos (hermafrodito).
El fruto es una drupa oval de 3-6 cm de longitud y 3-4 de ancho, nacen en racimos de 10-20 juntos. La piel es rojiza (raramente amarilla o naranja) y está cubierta por espinas suaves.
La fruta tiene una pulpa blanca y jugosa, que puede ser ácida o muy dulce y mielosa. La única semilla de color marrón tiene 2-3 cm de longitud y es venenosa, por lo que no debe ser consumida con la pulpa del fruto. De ser así, tiene que ser expulsada del cuerpo.

## Producción
- El árbol de rambután crece y produce mejor al pleno sol. Puede sembrarse en lomas o en áreas planas siempre y cuando éstas no sean muy húmedas.
- Es buena idea sembrar en líneas de cerca, áreas abiertas, zonas abandonadas o para reemplazar árboles muertos de cacao, ya que el rambután puede servir de sombra para el cacao.
- El espacio que ocupa un árbol adulto es de entre 8 y 10 metros de lado a lado.
- Solo el árbol “hembra”, que es hermafrodita, produce frutos y empieza a producir entre 4 y 6 años. Se deben eliminar o injertar la mayoría de árboles machos.
- Un árbol adulto puede producir hasta 400 kilos de frutos por año.

## Taxonomía
Nephelium lappaceum fue descrita por Carlos Linneo y publicada en Mantissa Plantarum 1: 125, en 1767.
Sinonimia
- Dimocarpus crinitus Lour.
- Euphoria crinita Poir.
- Euphoria nephelium Poir.
- Euphoria nephelium DC.
- Euphoria ramb-outan Labill.
- Scytalia crinita Raeusch.
- Scytalia ramboutan Roxb.[7]